# Olvarit

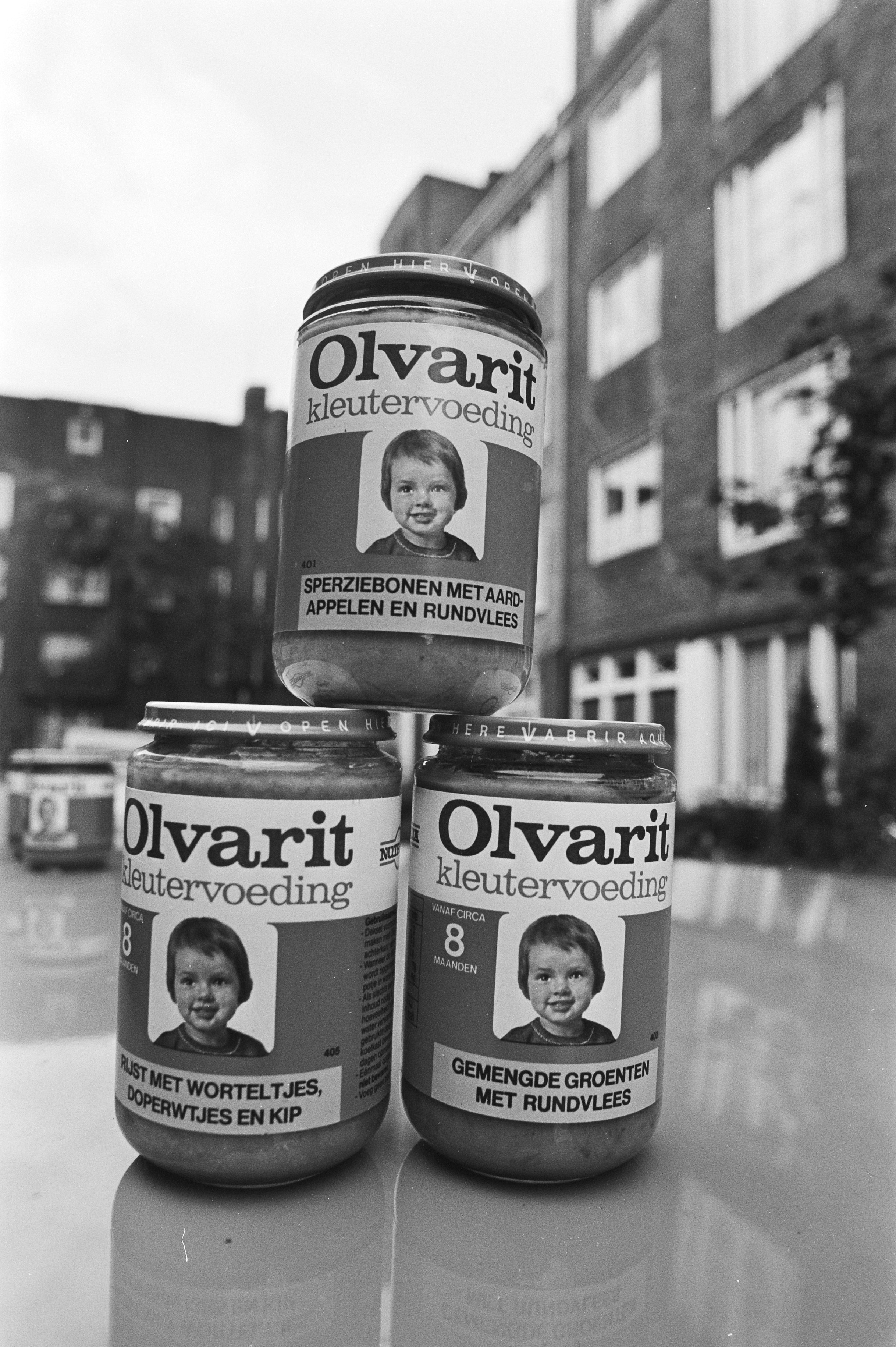

Olvarit (groente- en fruitvoeding) is ontstaan in 1946 en is gespecialiseerd in kant-en-klare voeding voor baby's en peuters. Olvarit is onderdeel van Nutricia, specialist in kunstmatige baby- en kindervoeding. Eigenaar Martin van der Hagen van Nutricia verkreeg in 1896 het alleenrecht om volgens de Backhaus-methode zuigelingenvoeding te produceren uit koemelk.
In 1946 verschijnen de eerste blikjes Olvarit van Nutricia met kant-en-klare groenten voor baby’s. De varianten waren onder andere bruine bonen met appelmoes en worteltjes. Tot die tijd was er in Nederland geen specifieke babyvoeding, buiten zuigelingenvoeding, die ook door Nutricia werd gemaakt.
De naam Olvarit stamt af van de Latijnse woorden 'olus', wat groente betekent, en 'varot', wat duidt op variatie. Aanvankelijk werd gestart met potjes fruit en kant-en-klare groenten, die in het begin nog erg seizoensgebonden waren. Met de komst van de Europese en wereldwijde handelsstromen kwamen ook meer variaties.
In 1965 werd de belangrijke overstap gemaakt van blikjes naar glazen potjes. Door nieuwe inzichten op het gebied van babyvoeding verschenen in de jaren zestig bovendien voor het eerst volwaardige maaltijden van Olvarit. En ook die gingen mee met de tijd en de veranderende eetpatronen van de ouders.
Het Olvarit-assortiment telt nu meer dan 120 volwaardige maaltijden, fruitsappen, soepen en hapjes.